# Erik Munsterhjelm
Erik Munsterhjelm.
Escritor finlandés del siglo XX.

## Reseña biográfica
Fue obrero de la construcción, cazador-trampero, buscador de oro, geólogo, y escritor finlandés, que escribió en sueco. 
Nació en 1905 en Lohja  (Lojo en sueco), localidad de Finlandia; una parte de  sus habitantes son de origen sueco y lo utilizan como lengua materna. Falleció en Brantford (Canadá) en 1992.
Descendiente de pintores artísticos finlandeses: su padre fue Alarik Gustaf Waldemar Munsterhjelm (Alí Munsterhjelm), su madre Alma Viriä Olivia Dahlberg y su tío abuelo Hjalmar Munsterhjelm (pintor paisajista del XIX).
Estudió secundaria/formación profesional y en 1927 fue a la Escuela de Cadetes (formación científico-militar) que abandonó en 1928 para ir a América del Norte.
Estuvo dos años en California. Trabajando en la construcción de un puente dejó la obra y se fue a Edmonton (Canadá), a la que llegó en enero de 1930 (ó 31) y se internó en el norte de los estados de Alberta y Saskatchewan, en los límites con los Territorios del Noroeste, donde se ganó la vida como cazador-trampero de pieles.
En 1940 volvió a Finlandia para participar en la Guerra de Invierno (conflicto bélico, de noviembre de 1939 a marzo de 1940, en el que Rusia invadió Finlandia, perdiendo ésta sobre el 11 % de su territorio), aunque debió haber finalizado a su llegada. Sí participó en la denominada Guerra de Continuación, segundo conflicto entre ambos países dentro de la II Guerra Mundial, que comenzó en junio de 1941.
Trabajó entre 1942 y 1944 buscando yacimientos de minerales, descubriendo depósitos de cobre en Finlandia.
En 1947 volvió a Canadá y trabajó como geólogo en la International Nickel Company of Canada Ltd. entre 1948 y 1967. Siguió viviendo en Canadá, en verano, y en México en invierno.
Escribió y publicó varios relatos de sus experiencias en América del Norte, entre ellos:
-	With Canoe and Dog Team.1942.
-	Som vagabon till Kalifornien: utvandrarliv och hundär i Amerika (1945)
-	The wind and the Caribou hunting and trapping in northern Canada. 1953. Fue traducida a varios idiomas. Publicada en España como Tras los Renos del Canadá en 1954.
-	Fool's gold: a narrative of prospecting and trapping in northern Canada. 1957.

## Información adicional
Ruta de Erik Munsterhjelm en sus primeros años de cazador y trampero en Canadá en la década de 1930. Con licencia Creative Commons
- Datos: Q11858169